# Färöischer Fußballpokal der Frauen 2008
Der Färöische Fußballpokal der Frauen 2008 fand zwischen dem 9. April und 14. Juni 2008 statt und wurde zum 19. Mal ausgespielt. Im Endspiel, welches im Gundadalur-Stadion in Tórshavn auf Kunstrasen ausgetragen wurde, siegte Titelverteidiger KÍ Klaksvík mit 1:0 gegen B36 Tórshavn und konnte den Pokal somit zum dritten Mal in Folge gewinnen.
KÍ Klaksvík und B36 Tórshavn belegten in der Meisterschaft die Plätze eins und drei, dadurch erreichte KÍ Klaksvík das Double. Mit B68 Toftir/NSÍ Runavík erreichte ein Zweitligist das Halbfinale.
Für KÍ Klaksvík war es der siebte Sieg bei der zwölften Finalteilnahme, für B36 Tórshavn die zweite Niederlage bei der achten Finalteilnahme.

## Teilnehmer
Teilnahmeberechtigt waren folgende zwölf A-Mannschaften der ersten und zweiten Liga:
| 1. Deild                                                          | 2. Deild                                                                        |
| AB Argir B36 Tórshavn KÍ Klaksvík Skála ÍF VB/Sumba Víkingur Gøta | 07 Vestur B68 Toftir/NSÍ Runavík B71 Sandur EB/Streymur HB Tórshavn MB Miðvágur |

## Modus
Die vier besten Mannschaften der 1. Deild 2007 waren für das Viertelfinale gesetzt. Die verbliebenen Mannschaften spielten in einer Runde die restlichen vier Teilnehmer aus. Alle Runden wurden im K.-o.-System ausgetragen.

## 1. Runde
Die Partien der 1. Runde fanden am 9. April statt.
|             | Ergebnis   |                        |
| ----------- | ---------- | ---------------------- |
| 07 Vestur   | 00:8 (0:5) | B68 Toftir/NSÍ Runavík |
| HB Tórshavn | 04:1 (1:0) | MB Miðvágur            |
| Skála ÍF    | 11:0 (6:0) | B71 Sandur             |
| VB/Sumba    | 1 w/o 1    | EB/Streymur            |

## Viertelfinale
Die Viertelfinalpartien fanden am 18. April statt.
|             | Ergebnis  |                        |
| ----------- | --------- | ---------------------- |
| AB Argir    | 1:2 (1:0) | Víkingur Gøta          |
| HB Tórshavn | 1:4 (1:1) | B68 Toftir/NSÍ Runavík |
| KÍ Klaksvík | w/o 1     | 1 VB/Sumba             |
| Skála ÍF    | 1:4 (0:3) | B36 Tórshavn           |

## Halbfinale
Die Hinspiele im Halbfinale fanden am 1. Mai statt, die Rückspiele am 27. und 29. Mai.
|              | Gesamt |                        | Hinspiel  | Rückspiel     |
| ------------ | ------ | ---------------------- | --------- | ------------- |
| B36 Tórshavn | 5:2    | B68 Toftir/NSÍ Runavík | 5:1 (3:0) | 1 0:1 (0:0) 1 |
| KÍ Klaksvík  | 6:4    | Víkingur Gøta          | 4:1 (2:0) | 2 2:3 (0:2) 2 |

## Finale
Das Spiel sollte ursprünglich am 15. Juni ausgetragen werden, wurde jedoch auf den 14. Juni vorgezogen.
| Paarung        | B36 Tórshavn – KÍ Klaksvík |
| Ergebnis       | 0:1 (0:0) |
| Datum          | 14. Juni 2008 |
| Stadion        | Gundadalur, Tórshavn |
| Zuschauer      | 337 |
| Schiedsrichter | Alex Troleis (Toftir, Färöer) |
| Tore           | 0:1 Malena Josephsen (63.) |
| B36 Tórshavn   | Heidi á Lakjuni – Anja Maria Weyhe, Petra Sjóstein, Jeanett Holm (81. Gunn Müller) – Heidi Sevdal, Ása úr Dímun (83. Helena H. Johannesen), Unnur Danielsen – Rakul V. Magnussen, Halltóra Joensen (76. Barbara Tausen), Rakul Joensen, Rúna Højgaard Cheftrainer: Allan Dybczak |
| KÍ Klaksvík    | Olga Fríðunn Olsen – Ann Olsen, Ragna Patawary, Paula Mikkelsen, Doris í Garði Joensen – Elsa Maria Simonsen, Rannvá Andreasen, Olga Kristina Hansen – Malena Josephsen , Sofía Purkhús (81. Ása Thomsen), Sigrid Jacobsen Cheftrainer: Aleksandar Đorđević ( Serbien)           |
| Gelbe Karten   | Petra Sjóstein – keine |

## Torschützenliste
Bei gleicher Anzahl von Treffern sind die Spielerinnen nach dem Nachnamen alphabetisch geordnet.
| Platz | Spieler                    | Verein                 | Tore |
| ----- | -------------------------- | ---------------------- | ---- |
| 1     | Unn Hansen                 | B68 Toftir/NSÍ Runavík | 07   |
| 2     | Heidi Sevdal               | B36 Tórshavn           | 04   |
| 3     | Kirstinbjørg Frederiksberg | Skála ÍF               | 03   |
| 3     | Rakul V. Magnussen         | B36 Tórshavn           | 03   |
| 5     | Bára Berg Danielsen        | Skála ÍF               | 02   |
| 5     | Fríðrún Danielsen          | Skála ÍF               | 02   |
| 5     | Solveig Frederiksberg      | Skála ÍF               | 02   |
| 5     | Jeanett Holm               | B36 Tórshavn           | 02   |
| 5     | Sigrid Jacobsen            | KÍ Klaksvík            | 02   |
| 5     | Ninna Katrin Johansen      | Skála ÍF               | 02   |
| 5     | Erna Svalbard              | B68 Toftir/NSÍ Runavík | 02   |